# Brilliant Island
Brilliant Island ist eine mit Tussock bewachsene Insel im Archipel Südgeorgiens im Südatlantik. Sie liegt östlich von Plymouth Island auf dem halben Weg zwischen dem Chaplin Head und dem Romerof Head. Sie beherbergt eine Kolonie von Riesensturmvögeln.
Das UK Antarctic Place-Names Committee benannte sie 2009. Namensgeberin ist die Fregatte Brilliant der Royal Navy, die im April 1982 im Falklandkrieg bei der Rückeroberung Südgeorgiens nach der Invasion durch die Streitkräfte Argentiniens im Einsatz war.